# Azara (Huesca)
Pour les articles homonymes, voir Azara.
Azara est une municipalité de la comarque de Somontano de Barbastro, dans la province de Huesca, dans la communauté autonome d'Aragon en Espagne.